# Trichobius mendezi
Trichobius mendezi är en tvåvingeart som beskrevs av Wenzel 1966. Trichobius mendezi ingår i släktet Trichobius och familjen lusflugor. Inga underarter finns listade i Catalogue of Life.